# Honda RC162
Die Honda RC162 ist ein Rennmotorrad des japanischen Motorradherstellers Honda von 1961.
Die Maschine wurde unter anderem von Mike Hailwood gefahren, der damit in der Motorrad-Weltmeisterschaft 1961 in der Klasse bis 250 cm³ Hubraum den WM-Titel errang. Die RC162 war das überarbeitete Nachfolgemodell der Honda RC161. Kunimitsu Takahashi gewann damit 1961 beim Großen Preis von Deutschland auf dem Hockenheimring als erster Japaner einen Weltmeisterschaftslauf. Die Honda RC162 wurde 1961 von Mike Hailwood auch erfolgreich auf der Isle of Man TT eingesetzt; das erste Mal, dass ein japanischer Hersteller dieses Rennen überhaupt gewinnen konnte. Die Verkleidung der Honda wurde aus Aluminium gefertigt. Das unverkäufliche Original von Takahashi befindet sich heute im Honda-Museum.